# Mandawa
Mandawa  es una ciudad situada en el distrito de Jhunjhunu  en Rayastán en India. Forma parte de la región Shekhawati. Mandawa está situada a 190 km al norte de Jaipur. La ciudad se sitúa en latitud 28° 06’ Norte y longitud 75° 20’ Este. Mandawa es conocida por su fuerte y sus havelis. La ciudad está bien conectada con otras localidades de la región mediante una buena red de carreteras. 

## Historia

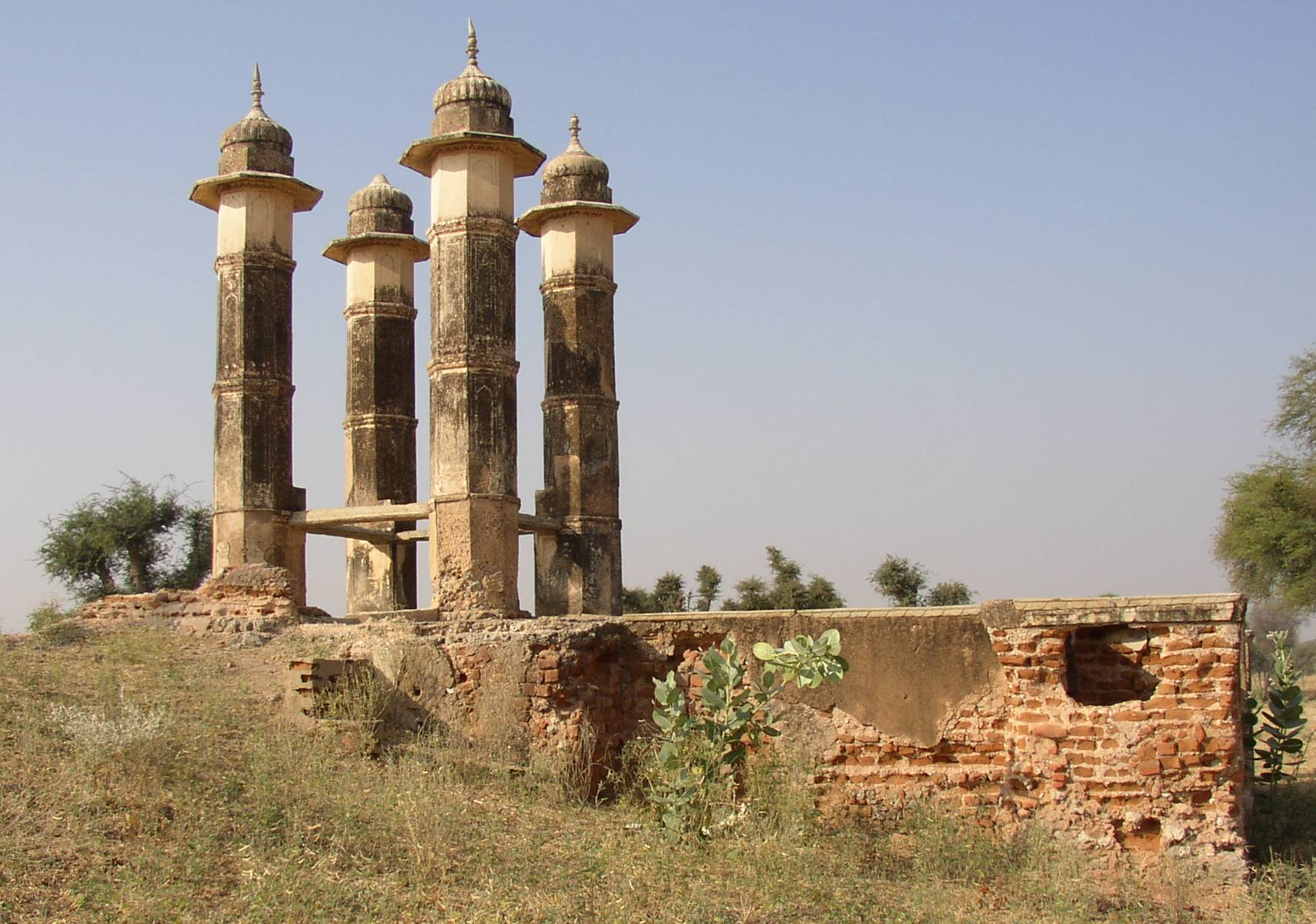
A water well near Mandawa

La ciudad de Mandawa fue construida como thikana a mediados del siglo XVIII. Existen referencias previas a Mandu Jat como el fundador del pueblo de Mandawa. Lo primero que hizo fue establecer un Dhani (aldea) y excavar un pozo que fue completado en savan badi 5 samvat 1797 (1740) (fuente  – Shekhawati Bodh, Mandawa edición especial, julio de 2005). Inicialmente, este lugar fue conocido como Mandu ki dhani, Mandu ka bas o Manduwas que cambió a  Manduwa, Mandwa y finalmente, Mandawa.
Como lejana principalidad feudal en el centro de la región Shekhawati, Mandawa fue un puesto avanzado de comercio para la antiguas rutas de caravanas que paraban allí desde China y el Medio Este. Thakur Nawal Singh, el regidor Rajput de Nawalgarh y Mandawa, construyó un fuerte en 1755 para proteger este punto. La población que creció alrededor del fuerte enseguida atrajo una amplia comunidad de comerciantes que se establecieron aquí. 

## Geografía
Mandawa está situada en 28°03′N 75°09′E / 28.05, 75.15. Tiene una altura media de 316 metros. En el lado norte tiene cuatro poblaciones llamadas Bazisar, Kamalsar, Kuharu y Godu ka bas; en el Este, tres pueblos llamados Tetara (Chandrpura), Syopura y Hanumanpura (Dular ka bas), las poblaciones del lado sur se llaman Mithwas, Dinwa Ladhkhani y las del Este, Khalasi, Sadinsar, Tihawali y Dabari.

## Demografía
Según el censo de la India de 2001, Mandawa tenía una población de 20.717. Los varones constituían el 51% de la población y las mujeres 49%. Mandawa tiene una tasa media de alfabetización del 58%, por debajo de la media nacional del 59.5%: alfabetización masculina es de 70%, y la femenina de 45%. En Mandawa, 18% de la población tiene menos de 6 años.

## Fuerte Mandawa

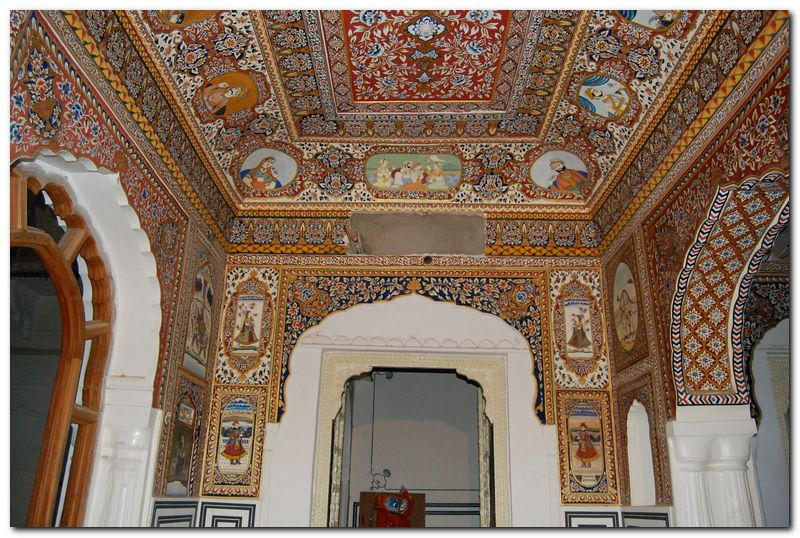
Interior del Fuerte Mandawa

El fuerte de Mandawa fue fundado en el siglo XVIII. Thakur Nawal Singh, hijo de Shardul Singh, fundó el fuerte en Vikram Samvat 1812 (1755). El fuerte domina la ciudad con una entrada porticada policromada adornada con frescos de Krishna y sus vacas. Construido en estilo medieval, el castillo de Mandawa está adornado con bellos frescos. Las habitaciones del palacio están decoradas con pinturas de Krishna, exquisitas tallas y un sorprendente trabajo de espejos. El Durbar Hall acoge un buen número de antigüedades y pinturas. 
Situado en el centro de la ciudad, el fuerte Mandawa se ha convertido en un Hotel de Patrimonio. 

## Havelis

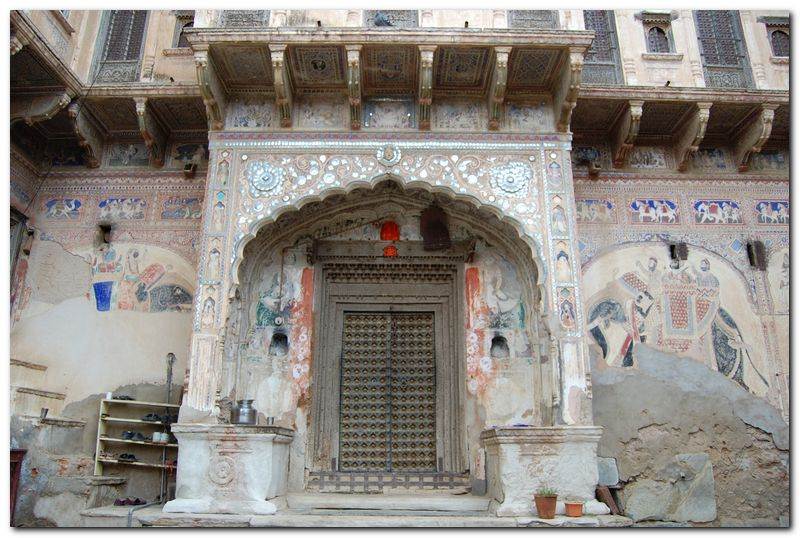
Un haveli en Mandawa

Se ha llamado a esta ciudad la galería de arte abierto del Rajasthan ya que no solo Mandawa sino toda la región Shekhawati está dotada de fascinantes mansiones llamadas havelis con extraodrinarias pinturas en las paredes. 
Sewaram Saraf Haveli
Este haveli de 100 años de antigüedad es famoso por su arquitectura y pinturas, siendo uno de los destinos favoritos de Bollywood para realizar grabaciones. 
Ram Pratap Nemani Haveli
El Haveli ha sido convertido recientemente en un Hotel de Patrimonio donde uno puede disfrutar de frescos originales del siglo XVIII. Vivaana Culture Hotel es un  cautivador haveli gemelo adornado con pinturas fascinantes. Tanto el exterior como el interior exhiben destacados artefactos y frescos. El haveli de más de cien años de antigüedad ha sido restaurado y renovado manteniendo su antiguo encanto. 
Hanuman Prasad Goenka Haveli
Este haveli exhibe pinturas mostrndo a Indra Dev sobre un elefante y a Lord Shiva en su Nandi bull.
Goenka Double Haveli
Este haveli con dos puertas tiene una fachada monumental con elefantes y caballos. Las paredes exteriores que incorporan balcones, alcobas y pisos superiores colgantes están repletas de diseños y pinturas comprendiendo desde las tradicionales mujeres del Rajasthan y motivos religiosos hasta europeos llevando estilosos sombreros y otras galas victorianas.
Murmuria Haveli
Las pinturas de trenes, coches, Jorge V y Venecia fueron ejecutados en las paredes de este haveli en los años 1930 por Balu Ram, uno de los últimos artistas activos de la región. En los cuadros - como Krishna con sus vacas en el patio inglés y un joven Nehru a caballo llevando la bandera nacional - este haveli utiliza un único tema uniendo el Este con el Oeste. El haveli también presenta un largo friso mostrando un tren con un cuervo volando sobre la máquina y mucha actividad en el cruce de la vía.
Jhunjhunwala Haveli
El haveli presenta una llamativa habitación pintada con pan de oro situada a la derecha del patio principal.
Mohan Lal Saraf Haveli
Una pintura de un Maharaja acariciando sus bigotes embellece este haveli.
Gulab Rai Ladia Haveli
Este haveli está situado en el sur de la ciudad, donde la decoración de las paredes exteriores e interiores es quizás la más bella en Shekhawati. Lavados azules en diferentes puntos traicionan la censura del siglo XX de las escenas eróticas que habían sido habitualmente aceptadas cien años antes.
Los Bansidhar Newatia Haveli, Lakshminarayan Ladia Haveli y Chokhani Double Haveli son otros de los haveli decorados con pinturas en la zona. 
Aakharam ka Haveli
Este haveli de más de 100 años se encuentra en el mercado principal de la ciudad, cerca de Sonthaliya Darwaza.
Los murales en el templo Thakurji situados enfrente del Goenka Double Haveli y el Murmuria Haveli, incluyen soldados siendo disparados a boca de cañón, un reflejo de los horrores del Motín de 1857. Más allá al Oeste se encuentran un par de chhatris, y un baori todavía en uso hoy que acoge pinturas dentro de sus cúpulas decorativas. 